# Sudamericano de Rugby M21 2000
El Sudamericano de Rugby M21 de 2000 fue organizado por la Confederación Sudamericana de Rugby y se disputó a fines de setiembre en Montevideo, Uruguay. La copa la levantó el seleccionado argentino como las otras nueve ediciones que se jugaron de este torneo.

## Equipos participantes
- Selección juvenil de rugby de Argentina (Pumas M21)
- Selección juvenil de rugby de Chile (Cóndores M21)
- Selección juvenil de rugby de Paraguay (Yacarés M21)
- Selección juvenil de rugby de Uruguay (Teros M21)

## Posiciones
| Pos. | Equipo    | Encuentros | Encuentros | Encuentros | Encuentros | Tantos  | Tantos    | Tantos     | Puntos |
| Pos. | Equipo    | jugados    | ganados    | empatados  | perdidos   | a favor | en contra | diferencia | Puntos |
| ---- | --------- | ---------- | ---------- | ---------- | ---------- | ------- | --------- | ---------- | ------ |
| 1    | Argentina | 3          | 3          | 0          | 0          | 174     | 11        | + 163      | 9      |
| 2    | Uruguay   | 3          | 2          | 0          | 1          | 70      | 28        | + 42       | 6      |
| 3    | Chile     | 3          | 1          | 0          | 2          | 38      | 94        | - 56       | 3      |
| 4    | Paraguay  | 3          | 0          | 0          | 3          | 12      | 161       | - 149      | 0      |

Nota: Se otorgan 3 puntos al equipo que gane un partido, 1 al que empate y 0 al que pierda

## Resultados[1]

### Primera Fecha
| setiembre | Chile | 21 - 3 | Paraguay |  |  |

| setiembre | Uruguay | 0 - 13 | Argentina |  |  |

### Segunda Fecha
| setiembre | Argentina | 59 - 11 | Chile |  |  |

| setiembre | Uruguay | 38 - 9 | Paraguay |  |  |

### Tercera Fecha
| setiembre | Argentina | 102 - 0 | Paraguay |  |  |

| setiembre | Uruguay | 32 - 6 | Chile |  |  |

| Bandera de Argentina |
| Campeón Argentina    |
| Tercer título        |